# The Palpable Leprosy of Pollution
The Palpable Leprosy of Pollution é o álbum de estreia da banda inglesa de deathcore Infant Annihilator. Foi lançado em 12 de dezembro de 2012. O álbum é o único da Infant Annihilator a contar com o ex-vocalista Dan Watson, que deixou a banda em 2013.

## Antecedentes
Pickard e Kitcher escreveram e criaram gravações caseiras juntas a um software de gravação no computador de Pickard, o qual não esperava levar o projeto a sério. Eles escreveram, gravaram e editaram as faixas instrumentais para o projeto. Depois de lançar uma demo em 2012 contento 5 músicas instrumentais, a dupla conheceu o vocalista americano Dan Watson, de Indiana, que encontrou o Infant Annihilator através do site Deathcore Total Metal Promotion, contatando a banda pelo Facebook, e em seguida fez um teste gravando seus vocais por cima do instrumental da canção "Decapitation Fornication". Pickard e Kitcher ficaram impressionados com sua performance, e então pediram-lhe que ele apresentasse os vocais para o álbum. Como Watson é dos EUA, eles compuseram, gravaram e mixaram no Reino Unido, em quando Watson escrevia todas as letras e as grava durante seus intervalos do almoço; e as enviava pela internet. A partir disto o grupo logo começou a ganhar popularidade online, principalmente no Facebook - crescendo com o lançamento do videoclipe de sua música "Decapitation Fornication"- para cerca de 20.000 curtidas em um mês -
Após o lançamento de seu primeiro videoclipe, o grupo promoveu o lançamento do seu álbum de estreia, The Palpable Leprosy of Pollution, lançado em 12 de dezembro de 2012. A ideia de lançar o álbum em 12/12/12 foi lançada por Watson, que a banda adorou. No entanto, Watson veio a se arrepender desta data de lançamento, pois o fez apressar seu trabalho para lançar o álbum a tempo, o deixando descontente com o resultado final de seus vocais.

## Lista de faixas
| Críticas profissionais | Críticas profissionais |
| Avaliações da crítica  | Avaliações da crítica  |
| Fonte                  | Avaliação              |
| ---------------------- | ---------------------- |
| Sputnikmusic           | [ 4 ]                  |
| New-Transcendence      | [ 5 ]                  |

Todas as faixas escritas e compostas por Infant Annihilator. 
| N.º            | Título                                 | Duração |  |
| 1.             | "New Born Porn"                        | 1:00    |  |
| 2.             | "I. Infant Annihilator"                | 2:53    |  |
| 3.             | "Devotion To The Child Rape Syndicate" | 3:14    |  |
| 4.             | "II. Anal Prolapse Suffocation"        | 3:01    |  |
| 5.             | "Whorespawn (Bloodline Defiled)"       | 3:11    |  |
| 6.             | "III. Embryonic Fetish"                | 3:57    |  |
| 7.             | "Immeasurable Foetal Mutilation"       | 3:37    |  |
| 8.             | "Torn From The Womb"                   | 4:07    |  |
| 9.             | "Cuntcrusher"                          | 4:59    |  |
| 10.            | "Pinned Down And Fisted"               | 2:51    |  |
| 11.            | "Flayed And Consumed"                  | 2:53    |  |
| 12.            | "Bathed In Placenta"                   | 4:01    |  |
| 13.            | "The Palpable Leprosy Of Pollution"    | 3:11    |  |
| 14.            | "Decapitation Fornication"             | 3:27    |  |
| 15.            | "An Exhalation Of Disease"             | 3:20    |  |
| 16.            | "Paedophilic Supremacy" (Instrumental) | 0:55    |  |
| Duração total: | Duração total:                         | 50:37   |  |

## Créditos
Infant Annihilator
- Dan Watson – vocais, letras
- Eddie Pickard – guitarras, baixo
- Aaron Kitcher – bateria